# Acadèmia Tastavins del Penedès
L'Acadèmia Tastavins del Penedès és una entitat fundada el 1965, que és l'acadèmia bàquica més antiga del sud d'Europa. El 2016 va rebre la Creu de Sant Jordi pel fet de difondre amb eficàcia la cultura del vi, promoure adequadament l'espai penedesenc i impulsar l'enoturisme a Catalunya. La seva vinculació al sector s'expressa mitjançant l'organització d'activitats, com el Concurs de vins de qualitat de la DO Penedès, que enguany també arriba al mig segle, o el festival Banc Sabadell Vijazz Penedès. També impulsa l'Espai Penedès / BCN a la capital catalana.